# 姜岑
姜岑（1987年2月3日—），游戏ID为YYF，游戏DOTA2前职业选手。2011年至2014年，在iG战队担任劣势路选手，并获TI2世界冠军，有“石佛”之称。2014年退役，现斗鱼DOTA2主播，为OB战队成员。姜岑为MagMa战队出资人、绿禾文化与暴风兔文化股东。
ID由来：姜岑18岁时，去浩方平台打游戏《重邮大学3C》。当时浩方平台流行中文名，姜岑就想了个炫酷、有侠客感的“月夜枫”，亦作“月夜№枫”，简写“YYF”。

## 早年经历
姜岑的小学离外婆家很近，早中饭都在外婆家吃。他作业做得很快，有时去电脑房玩游戏，外婆要求他早点回家，不要学坏。姜岑在五六年级时就在圈子里崭露头角，玩过红色警戒、帝国时代、星际争霸、魔兽争霸、反恐精英等游戏。初中毕业后，因父母离异，他与母亲住进外婆家。姜岑曾去披萨店、中石化加油站工作，并在每天晚上与队友练习ORC3C。

## Orc3C时期
姜岑是2004年12月14日成立的=E.H=战队中的一员。2005年，战队改名YoDe，姜岑的ID改为“YoDe☆月夜№枫”。第一届联赛是全积分的比赛，在第一轮比赛中，YoDe输给[V].WOLF，此后一直在三甲开外挣扎。在接下来的一局对阵光明方黑莲教的比赛中，黑暗方YoDe基本被压着打，接连失去关键战略据点和资源。直到7级兵的时候，光明方已在黑暗方高地门口之时，光明方却发现月夜枫使用的英雄剑圣已经有300敏捷值。也就是这局比赛开创了剑圣刷高敏捷值的先河，此后“YoDe☆月夜№枫”夺取随机剑圣的冠名。YoDe战队则在月夜枫操刀的剑圣的加持，以及当时对手战队成员转玩魔兽世界的情况下，夺得第一届联赛冠军。

## 职业生涯
2009年，YYF在中石化加油站工作，同时在业余Dota界崭露头角，甚至被唐问一视为最佳阵容的一员。虽然工作地是国企，YYF认为朝九晚五不适合他。在拒绝一些组队邀请后，他最终接受伍声2009的邀请，顶替出走EHOME的周扬KingJ，加入LGD战队。在加入之初，YYF操刀的核心一号位并未打出效果，而被诟病只会水人（变体精灵）、黑鸟（Dota称黑曜毁灭者，Dota2称殁境神蚀者）。后来YYF改打劣势路抗压的三号位，LGD战队渐有起色，直至收获老干爹辣酱与圣光天翼两份赞助。
2014年7月25日，YYF发微博称“打职业的4年虽然不算完美，但也已经无憾”，宣布退役。
- 2010.03 “PK电竞杯”U9联赛冠军（LGD）
- 2010.12 SMM2010世界总决赛亚军（LGD）
- 2011.06 StarsWar6总决赛冠军（LGD）
- 2011.06 G联赛第一赛季冠军（LGD）
- 2011.12 SMM2011世界总决赛冠军（iG）
- 2012.09 TI2世界总决赛冠军（iG）
- 2012.12 WCG世界总决赛冠军（iG）
- 2014.06 ESL ONE法兰克福冠军（iG）
- 2014.09 第一届i联赛亚军（OB）

## 斗鱼主播时期
YYF直播间制造了许多网络模因。他的粉丝名“小僵尸”源于英雄尸王。因为YYF的头大，他被称为“胖头鱼”，叫声为RUA，英雄大鱼人被视为其化身。YYF也被成为“领导”，因其经济公司股东的身份。弹幕戏称，YYF会将不听话的主播“沉江”，称其为“江沉子”或“黄浦江之主”。
2017年，YYF成为首届斗鱼年度十大巅峰主播。2019年，斗鱼在纳斯达克交易所挂牌上市，YYF等主播前往敲钟。

## 评价
有媒体用“低调、隐忍、杀戮”形容YYF。
YYF是人民电竞《电竞选手名人堂》成员。

## 其他

### ID变化
=E.H=月夜№枫 -> YoDe☆月夜№枫（一作YoDe☆.枫）-> FTD.YYF -> LGD.YYF.sGty -> TYJ.YYF.LGD -> LGD.YYF -> iG.Y.YYF -> iG.YYF -> OB.同福.YYF -> OB.YYF（TI9海选期间成为SOLID战队一员）

### 家庭
妻子名尧，2018年6月19日结婚，育有一子。